# Sam Carr
Sam Carr, geboren als Samuel Lee McCollum, (Friars Point, 17 april 1926 - Clarksdale, 21 september 2009), was een Amerikaanse bluesdrummer. Hij werd bekend door zijn levenslange samenwerking met de mondharmonicaspeler Frank Frost. Zijn vader was de bluesgitarist Robert Nighthawk.

## Biografie
Sam Carr werd geboren als zoon van Robert Nighthawk onder de naam Samuel Lee McCollum. Zijn moeder vertrouwde hem op 1,5-jarige leeftijd toe aan de zorg van de familie Carr, die hem adopteerde en op hun boerderij opvoedden. Al op 7-jarige leeftijd nam zijn vader hem mee naar optredens, waar hij in de pauze danste. Na zijn verhuizing naar Helena, de plaats waar ook zijn vader woonde, werd hij uitsmijter en speelde hij ook bas in de band van zijn vader.
Op 20-jarige leeftijd trouwde hij met Doris en werd hij pachtboer en na een ruzie met de beheerder vertrok het jonge paar naar Chicago.Na een korte tijd verkasten ze naar St. Louis, waar ze woonden met Carrs moeder. Hier speelde hij bas in de band van de mondharmonicaspeler Tree Top Slim. Hij formeerde ook zijn eigen band Little Sam Carr and the Blue Kings, waarin Early Bea (de echtgenote van Robert Nighthawk) drums speelde, voordat Carr overstapte naar dit instrument.
Vanaf 1956 speelde hij regelmatig met Frank Frost. Met de gitarist Big Jack Johnson vormden de drie de Jelly Roll Kings. Hun samenwerking duurde tot aan het overlijden van Frost in 1999. Daarna speelde Carr met verschillende artiesten uit Arkansas en was hij leider van zijn Delta Jukes. Zijn laatste optreden had hij in 2009 tijdens het Mother's Best Festival in Helena. 

## Overlijden
Sam Carr overleed in september 2009 op 83-jarige leeftijd in een verzorgingshuis in Clarksdale aan de gevolgen van een hartinfarct.

## Onderscheidingen
- Talrijke Blues Music Awards nominaties als beste drummer
- Mississippi Heritage Award 2007
- Talrijke Living Blues Awards nominaties als beste drummer

## Discografie

### Albums
- 2002: Working for the Blues Black Magic
- 2004: Down in the Delta R.O.A.D/Bluesland
- 2007: Let the Good Times Roll [live] Blue Label
- Live: In Europe Superbird

### Gastoptredens
- Give Me Back My Teeth (Willie Lomax)
- Pee-Wee Get My Gun (T-Model Ford)
- Just Do Me Right (Asie Payton)
- Mississippi to Mali (Corey Harris)
- Back to Bentonia (Jimmy Duck Holmes)
- Jack Daniel Time (T-Model Ford)
- Mule (Paul "Wine" Jones)
- Sweet Tea (Buddy Guy)

- Gemeinsame Normdatei: 13493699X
- Library of Congress Control Number: n2004080915
- MusicBrainz: ac4cca27-cd9b-48d4-8dfc-bc9913f4a6b2
- Système universitaire de documentation: 158560930
- Virtual International Authority File: 270986245
- WorldCat: E39PCjBPCtycQ67j9mHmDfdDC3